# Радио 103

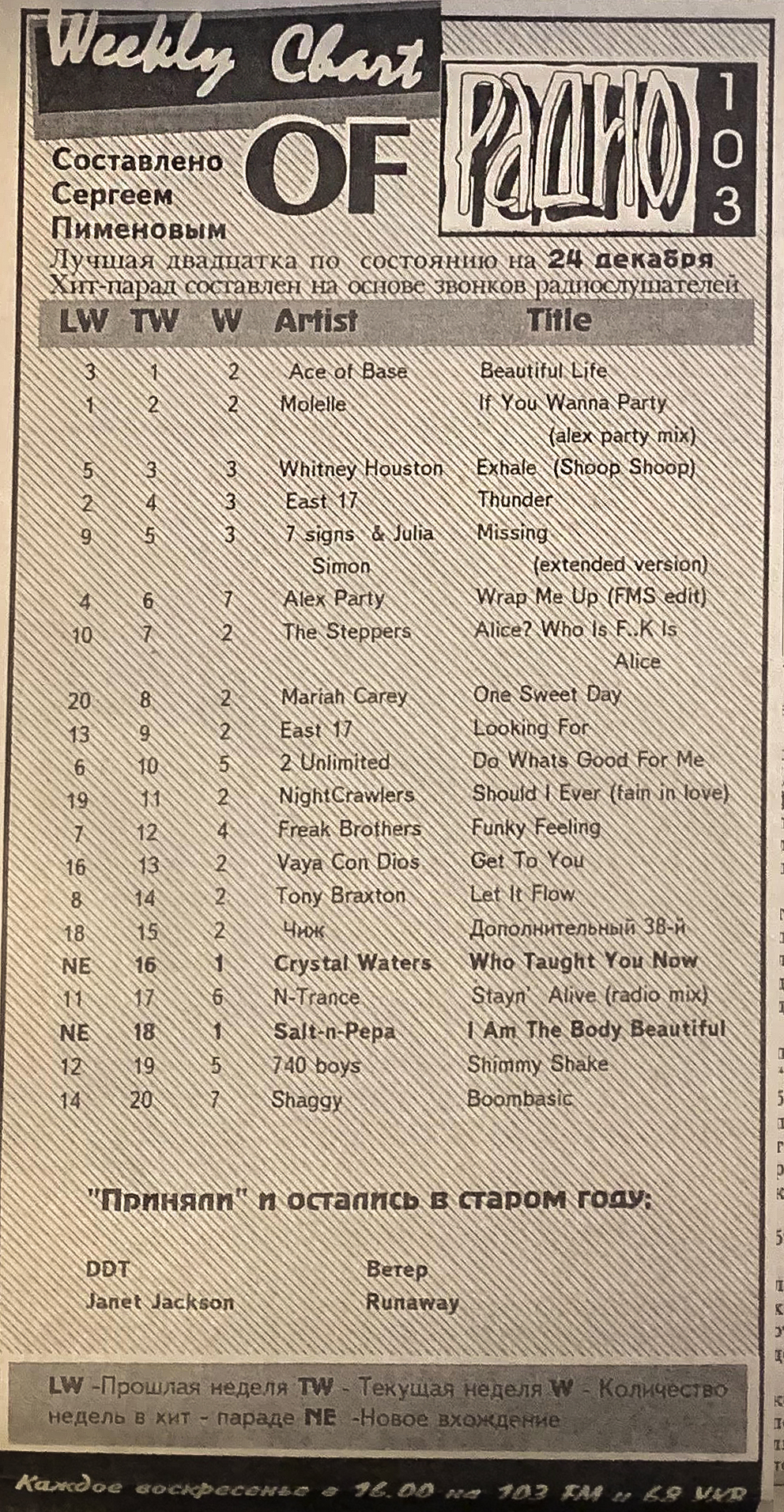
Хит-парад «Радио 103». Опубликован в газете «103+» (1996 г.)

«Радио 103» («Радио Провинция», «Радио Новая Провинция») — информационно-музыкальная радиостанция, вещавшая в г. Ростове-на-Дону с 12 октября 1992 по 12 мая 2000 года на частотах 68,0 МГц УКВ (до 1993 года) и 103,0 МГц FM. Одна из первых коммерческих радиостанций России и первая независимая радиостанция г. Ростова-на-Дону и Ростовской области. Основатель и бессменный руководитель — Михаил Лейбович Лившиц (12 апреля 1947 — 12 ноября 2019), предприниматель, преподаватель Ростовского государственного университета путей сообщения, новатор и первопроходец ростовского независимого радиовещания. Слоганы: «Больше, чем просто музыка», «Лучшая музыка за последние 103 года». На «Радио Провинция» начинали свою карьеру Сергей Пименов, российский диджей и музыкальный продюсер, участник группы ППК, и Андрей Баскаков, генеральный продюсер московского проекта «Радио Кидс ФМ». Одним из первых ведущих «Радио Провинция» был ростовский музыкальный журналист Игорь Ваганов.

## Ранние годы
Основатель радиостанции М. Лившиц, сам увлекавшийся радиоспортом на профессиональном уровне, привлек к сотрудничеству таких же энтузиастов, которые сделали первую радиоантенну и первый самодельный передатчик мощностью 30 Вт. Первые ведущие эфира были участниками студенческой команды КВН «Ростовского государственного университета путей сообщения», в котором преподавал Лившиц. На начальном этапе «Радио Провинция» была исключительно музыкальной радиостанцией. Ее коллектив состоял из совсем молодых людей, преимущественно студентов ростовских вузов, которые любили музыку и разбирались в ней. В течение первых месяцев каждый ведущий приходил в студию со своими кассетами, пластинками и даже бобинами. В эфире царила полная свобода, потому что Михаил Лейбович считал одной из своих главных задач «не ущемлять свободу творчества». Лишь спустя несколько месяцев появились плейлисты и программирование эфира, для чего, помимо стандартных способов, были использованы данные человеческих биоритмов. В разработке программы участвовали студенты Ростовского медицинского университета.
С момента своего появления в эфирном пространстве «Радио Провинция» стала сразу завоевывать аудиторию и в результате инициировала бум независимого радиовещания в городе. К 1996 году в южной столице вещало уже около десяти коммерческих радиостанций. В 1993 году «Радио Провинция» сменила свое название на «Радио Новая Провинция», избавившись от ассоциаций с одноименной радиостанцией из Пятигорска, а в 1995 году получила название «Радио 103», под которым и вошла в историю города и области. Решение о новом названии принималось на общем собрании коллектива. Большинство проголосовало за два варианта: «Радио 103» и «Радио Активность». Окончательное решение о названии принял М. Лившиц.

## Аудитория и формат
«Радио 103» ориентировалась, прежде всего, на аудиторию 15 — 35 лет, хотя среди радиослушателей было немало людей старше 40 лет. Привлечение более зрелой аудитории произошло после того, как М. Лившиц реализовал свою идею выйти за рамки полностью молодежного формата и сбалансировать эфир. Так появилась программа «Rock-n-Roll show» и ее ведущий — знаток рок-н-ролла, блюза и джаза, автор уникального сборника «Апостолы рок-н-ролла» Виталий Хачкинаев (1942—2019), а также — «Ритм, кантри и блюз» Анатолия Погадая.
«Я всё время возражаю, когда говорят, что наша радиостанция — только молодежная. Да, нас слушает молодежь, но наравне с этим я знаю многих вполне солидных и зрелых людей, у которых всегда из автомобилей слышатся позывные радио 103. Но я всегда знал, что если уж буду делать радио, то оно ни в коем случае не будет скучным».М. Лившиц.
«Радио 103» всегда поддерживала молодых музыкантов и способствовала продвижению талантливых исполнителей. Эфирные дебюты некоторых известных сейчас музыкантов состоялись на «Радио 103». Среди них: ППК, Света, Баста, «Каста», Оксана Почепа («Малолетка», »Акула») и другие.
Радиостанция играла заметную роль в становлении ростовской рок-сцены 90-х годов, оказывая поддержку начинающим и уже состоявшимся музыкантам. Среди них: «Пекин Роу Роу», «12 вольт», «Амурские волны», «Матросская тишина», «Запрещенные Барабанщики», «Infantile Cans», «Спутник Восток» («Элен»), «Люди Красного дерева», «Вася Обломов, Зазеркалье», «Figura» и многие другие. Тесные связи радиостанции с музыкальным сообществом приводили к реализации сторонних проектов. Одним из них стал выпуск первого в городе компакт-сборника «Трубка мира» с произведениями всех самых значимых на тот момент рок-коллективов.
За годы существования «Радио 103» гостями прямого эфира радиостанции были: М. Горбачёв, Л. Владимиров, Б. Гребенщиков, Ю. Антонов, Л. Агутин, А. Варум, Л. Долина, Н. Королева, Верка Сердючка, К. Орбакайте, С. Пенкин, В. Сюткин, А. Губин, Ж. Бичевская, А. Джигарханян, Л. Полищук, А. Филиппенко, М. Жванецкий, К. Новикова, В. Кикабидзе, группы «Браво», «Агата Кристи», «Парк Горького», «Чай вдвоем», «Пикник», «Воскресенье», «Tequilajazzz», «Ноль», «Руки вверх!», «СерьГа», «Чайф», «Цветы», «Ва-Банк», «Стрелки», «Блестящие», «Didier Marouani & Space», «Nazareth»,  «Scorpions», «Uriah Heep» и многие другие.

## Программы и проекты
За 7 с половиной лет вещания «Радио 103» в эфире радиостанции было создано большое количество программ и проектов.
| Название                             | Ведущий                                     | Описание                                                                                 |
| ------------------------------------ | ------------------------------------------- | ---------------------------------------------------------------------------------------- |
| «Achtung Baby!»                      | Игорь Ваганов                               | Культура «нового авангарда»                                                              |
| «European Top 20»                    | Роман Долгунин                              | Хит-парад европейских хитов                                                              |
| «7 страниц»                          | Андрей Богославский, Егор Сергеенко         | Программа-диалог о замечательных датах предстоящей недели                                |
| «Maximum overdrive»                  | Лидия Изотова                               | О музыке спид-метал, трэш-метал и пауэр-метал                                            |
| «Rock-n-Roll show»                   | Виталий Хачкинаев                           | Классика рок-н-ролла                                                                     |
| «Ад на колесах»                      | Алик Гоч, Светлана Субботина                | О субкультуре байкеров                                                                   |
| «Вечер страшных историй»             | Андрей Баскаков                             | Интерактивная мистическая программа в стиле хоррор                                       |
| «Волшебное Таинственное Путешествие» | Андрей Богославский                         | О роке 60-х — 70-х годов                                                                 |
| «Девятая скорость»                   | Александр Гончаров                          | Музыка прошлых лет                                                                       |
| «Духовные беседы»                    | Михаил Денисов, Василий Новиков             | Разговоры о религии                                                                      |
| «Живые альбомы»                      | Роман Долгунин                              | Альбомы и синглы с живых концертов                                                       |
| «Клуб Холостяков»                    | Влад Солтан                                 | Для мужчин                                                                               |
| «Матч-бол»                           | Альберт Люля                                | О спорте                                                                                 |
| «Мне хорошо с тобой»                 | Ольга Глазова                               | По заявкам радиослушателей                                                               |
| «Монумент»                           | DJ Masochist, Лидия Изотова                 | О блэк-метал, дум-метал и других экстремальных направлениях тяжелой музыки               |
| «Музыкальные новости»                | Александр Ряднов                            | Новости музыки                                                                           |
| «Нашумевший сапер»                   | Андрей Баскаков, Катя Шубина                | О компьютерных играх                                                                     |
| «Не спать!»                          | Сергей Пименов                              | Ночное танцевальное шоу                                                                  |
| «Никаких проблем»                    | Михаил Денисов, Лидия Изотова               | Программа по заявкам                                                                     |
| «Ночной разговор»                    | Анна Панкова, Алексей Ляскало, Роман Сысоев | Психологическая поддержка                                                                |
| «Парад парадов»                      | Андрей Мальцев                              | Обзор мировых хит-парадов, сводный чарт                                                  |
| «Парадайз сити»                      | Лидия Изотова                               | О музыке в стиле хард-рок и хэви-метал                                                   |
| «Парни по боку»                      | Светлана Субботина                          | Для женщин                                                                               |
| «Первое настоящее живое ток-шоу»     | Сергей Пименов                              | Спонтанные беседы с радиослушателями                                                     |
| «Пластинки Птичьего Рынка»           | Виталий Хачкинаев                           | Музыка для ностальгии                                                                    |
| «Поговори с ней о сексе»             | Влад Солтан                                 | Откровенно о сексе                                                                       |
| «Посредник»                          | Андрей Баскаков                             | Для молодежи и о молодежи, интервью молодых корреспондентов, хиты, беседы со слушателями |
| «Рейс 251»                           | Ольга Самойленко                            | О Франции, французской культуре и французском языке                                      |
| «Ритм, кантри и блюз»                | Анатолий Погадай                            | О музыке в стиле ритм-энд-блюз и кантри                                                  |
| «Субботник»                          | Лидия Изотова, Михаил Денисов               | Новости за неделю в веселых диалогах                                                     |
| «Формула успеха»                     | Влад Солтан                                 | О моде, путешествиях и светских событиях                                                 |
| «Хит-парад Радио 103»                | Сергей Пименов                              | Еженедельный хит-парад радиостанции                                                      |
| «Человек»                            | Алексей Гайворонский                        | Интервью с гостем в прямом эфире                                                         |
| «Шестнадцать»                        | Катя Шубина                                 | Молодежная программа                                                                     |
| «Шесть квадратных метров»            | Александр Гончаров                          | Программа в кухонной атмосфере 70-х — 80-х годов                                         |
| «Шлюзы»                              | Егор Сергеенко, Сергей Чаплин               | Музыка андерграунд и литература абсурда                                                  |
| «Эскулап»                            | Д-р Фидель Субботин, Лидия Изотова          | Легко и доступно о медицине                                                              |

«Радио 103» не раз выступала информационным спонсором и организатором крупных городских мероприятий. Одним из таких событий стал фестиваль «Голосуй или проиграешь», прошедший при информационной поддержке «Радио 103» 29 мая 1996 года на центральной площади города — Театральной. Радиостанция стояла у истоков ростовского рейв-движения 90-х. О многих известных в будущем клубных диджеях публика узнала благодаря их участию в ночных эфирах канала «Не спать!» и масштабным шоу во «Дворце спорта» (главной крытой арене города). Во время одного из таких мероприятий, «Синдикат DJ 2000», прошедшем 21 февраля 1998 в присутствии 6500 человек и с прямой трансляцией по телевидению, состоялось первое крупное выступление группы ППК. «Радио 103» стала информационным спонсором рейва «Интернет Rave 21 Век», который состоялся 27 ноября 1999 года и позиционировался как «последний рейв тысячелетия». Впервые была организована прямая трансляция в сети Интернет. Среди участников были заявлены ППК, Света, Богдан Титомир.

## Газета «103 плюс»
В сентябре 1995 года вышел первый выпуск газеты «103 плюс», которая не только освещала эфирную деятельность «Радио 103», публиковала хит-парады, информацию о программах и знакомила слушателей с ведущими, но и служила своеобразной творческой площадкой для начинающих журналистов. На страницах газеты «103 плюс» были опубликованы первые материалы авторов, которые затем работали в таких известных глянцевых журналах Ростова-на-Дону, как Future TV, Hi Home, «Градус удовольствия» и др., а также сотрудничала с молодыми художниками и дизайнерами, для которых издание стало отправной точкой в профессиональной деятельности. Газета «103 плюс» просуществовала около двух лет, но её выпуски сейчас являются ценным архивом, в котором хранится история самого яркого периода «Радио 103» и жизни города середины 90-х годов XX века.

## Закрытие
«Радио 103» прекратила свое существование в мае 2000 года. Директор радиостанции М. Лившиц объяснял решение о закрытии проекта обострившейся конкуренцией в связи с пришедшими на региональный рынок московскими радиостанциями и оттоком рекламодателей, а также усталостью коллектива.
«„Радио 103“  просуществовало ровно 7 лет и 7 месяцев — день в день. 7 — цифра наполненности — на 7 год выпадает максимальное число разводов. Работа любого творческого коллектива знает пики и спады. Менять коллектив тяжело, тем более, когда ты им гордишься».М. Лившиц.
На частоте 103,0 FM с мая 2000 года в течение нескольких лет вещала радиостанция «Наше Радио». В 2002 году по договоренности с руководством московской радиостанции в эфир на частоту 103,0 FM на один день вернулась «Радио 103». Масштабная и уникальная в своем роде акция была приурочена к 10-летию со дня первого эфира «Радио Провинция». В студии снова встретились участники бывшего коллектива и провели последний совместный многочасовой эфир, чтобы в полночь расстаться со студией уже навсегда.

## Дополнительно
Сейчас на бывшей частоте «Радио 103» работает «Русское радио».
Главный корпус Ростовского государственного университета путей сообщения, в котором находилась студия «Радио Провинция» (позже —  «Радио 103»), входит в «Топ-10 неформальных достопримечательностей Ростова-на-Дону».